# Chromonephthea imaharai
Chromonephthea imaharai är en korallart som beskrevs av van Ofwegen 2005. Chromonephthea imaharai ingår i släktet Chromonephthea och familjen Nephtheidae. Inga underarter finns listade i Catalogue of Life.